# Salade niçoise (nouvelle)
Pour les articles homonymes, voir Salade niçoise (homonymie).
Salade niçoise est une nouvelle de l'écrivain russe Edouard Limonov, publiée pour la première fois aux éditions Le Dilettante en 1986, alors que Limonov habite à Paris, puis republiée en 2011 chez le même éditeur avec d'autres nouvelles sous le titre Discours d'une grande gueule coiffée d'une casquette de prolo, après le succès du roman d'Emmanuel Carrère consacré à l'écrivain russe.

## Synopsis
Limonov est invité aux Journées de la Littérature Mondiale, qui se déroulent à Nice. Il n'est guère enthousiaste. Dans l'avion qui part de Paris, il observe les écrivains qui l'accompagnent, et, ne connaissant personne, engage un dialogue intérieur avec son « double » cynique méprisant Edward II. Arrivé à Nice, il s'ennuie ferme et passe la majorité de son temps à boire. Alors qu'il s'étend sur la plage en lisant Nadja d'André Breton, une fille, Lucia, s'approche de lui. Bien qu'il la trouve repoussante au premier abord, le dialogue s'engage. Elle se dit Brésilienne mais Edouard se demande si elle n'est pas plutôt tzigane, et si son histoire n'est pas complètement inventée. Ils se retrouvent le soir, après qu'Edouard a passé sa journée à s'ennuyer aux Journées de la Littérature, et vont manger au restaurant, où ils finissent ivres, se faisant la risée des écrivains présents. Ils vont ensuite en boîte de nuit, où ils sont accostés par un Français raciste qui les traite de cochons. Lucia encourage Edouard à le frapper, mais ce dernier reste calme, ne répond pas à la provocation, et se veut fataliste. Ils sortent et vont se balader sur la plage, où ils discutent de la folie des hommes. Finalement, ils vont à l'hôtel d'Edouard, où ils font l'amour. Le lendemain, Edouard lui dit qu'il va retourner à Paris le soir même, refuse de l'amener avec elle, et lui laisse un faux numéro.

## Thèmes abordés
Dans la première partie, avant la rencontre avec Lucia, Limonov s'interroge sur la littérature. Avec sa verve cynique, il se moque des écrivains français embourgeoisés, et dont la moyenne d'âge tourne autour de soixante-cinq ans, se rappelant que :« Rimbaud a cessé d'écrire à vingt ans et Lautréamont est mort à vingt-quatre. » Il refuse tout type d'establishment, et compare ces écrivains français allant aux Journées de la Littérature Mondiale (Limonov se moque également du terme « Mondial », assez surfait vu qu'il est l'un des deux seuls écrivains étrangers) aux écrivains soviétiques allant en congrès à Leningrad.
Ensuite, lors du dîner avec Lucia, après qu'elle lui a raconté ses déboires de Brésilienne émigrée et sans le sou, s'engage une discussion autour du racisme français. Lucia s'exclame que les Français sont racistes et inhospitaliers, avec l'exemple du patron de son hôtel qui voulait abuser d'elle sexuellement car elle n'avait plus de quoi la payer. Limonov, quant à lui, défend plutôt l'idée qu'il se trouve, comme partout, quelques individus particulièrement idiots, mais que ce n'est pas la majorité, et que lui a trouvé en France des gens remarquables. Après l'altercation avec le raciste dans la discothèque, s'ensuit ce dialogue :« Pourquoi ne nous aiment-ils pas, Edward ? -Pas EUX, mais LUI. Je n'en connais pas beaucoup de son espèce en France, et je ne sais pas pourquoi ils n'aiment pas les étrangers. Ce type avec ses moustaches, c'est une merde, un produit de la civilisation. Sur lui, les jeans sont comme sur tous les monstres, les moustaches aussi, il n'est rien, il n'est personne, et il veut décharger sur un autre la colère qu'il éprouve envers sa propre nullité. Peut-être qu'il est impuissant et que sa copine vient de le lui dire tout haut. »
Limonov en profite également pour nous parler de ses amis et de sa situation en France. On croise ainsi Jean-Edern Hallier, avec qui il travaillait à L'Idiot international, son éditeur Jean-Jacques Pauvert, ou encore le journaliste Jean-Pierre Elkabbach. Malgré sa traduction dans de nombreux pays, Limonov est toujours fauché, sans le sou, comme il l'était à New York et dans sa banlieue de Kharkov. Malgré les changements de pays, sa situation reste sensiblement la même sur le plan financier.

## Réception
- « L'auteur réussit dans ce très court texte, hargneux, furieux, et terriblement drôle, un livre très éloquent sur la capacité des mondes soviétiques, américains et français, aussi différents soient-ils, à humilier, flouer les sans-grades, les naïfs, et les humbles. Le Bulletin critique du livre français (1991). » [4]
- « Limonov s'adonne en esthète aux délices de la marginalité, peaufinant avec minutie sa silhouette de dandy nécessiteux. » Page des libraires (1991)[4]
- « Les textes crus du licencieux Limonov n’ont pas pris une ride et sonnent toujours aussi bien. Résolument cash, le style nerveux du bandit s’avale cul sec. » Alexandre Fillon, Livres Hebdo (1er juillet 2011)[4]
- « Son art du croquis y fait merveille, son ton ravageur aussi, et il se révèle, à travers ces courts textes furieusement efficaces, un « moraliste » malgré lui. » Baptiste Liger, L'Express (publié le 29/08/2011)[4]